# Ella Ewing

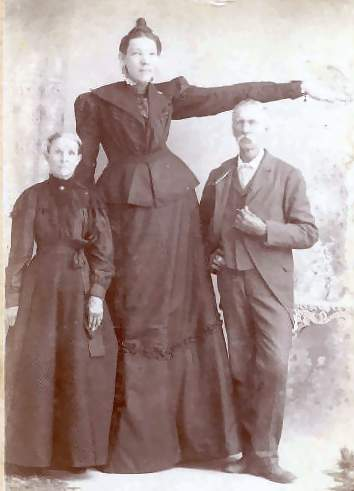
Ella Ewing z rodzicami.

Ella Kate Ewing (ur. 9 marca 1872, zm. 10 stycznia 1913 w Gorin koło Wyaconda w Missouri) – kobieta znana z powodu swojego niezwykle wysokiego wzrostu. Miała mierzyć 2,50 m wzrostu (7 stóp i 6 cali). Wzrost ten spowodowany był chorobą zwaną gigantyzmem. Występowała w Barnum & Bailey Circus, gdzie przedstawiano ją jako „najwyższą kobietę na Ziemi”. Nazywano ją Olbrzymką z Missouri (ang. Missouri Giantess).